# ارتش راست ژاپن
ارتش راست ژاپن (انگلیسی: Japanese Right Army) در طی موج دوم حملات ژاپنی‌ها به کره در تهاجم ژاپن به کره (۱۵۹۸–۱۵۹۲)، در سالهای ۱۵۹۷–۱۵۹۸، ارتش متحد ژاپن بود. این ارتش شامل نیروهایی از چندین بخش از حملات قبلی بود (۱۵۹۶–۱۵۹۲). ارتش راست عمدتاً از لشکر دوم سابق به رهبری کاتو کیوماسا، لشکر سوم به رهبری کورودا ناگاماسا و لشکر هفتم به رهبری موری هیده‌موتو تشکیل شده بود، که جایگزین شد پسر عمویش موری تروموتو شده بود.

## تشکیلات
- ۳۰٬۰۰۰ مرد موری هیده‌موتو (毛利秀元) –
- ۱۰٬۰۰۰ مرد کاتو کیوماسا (加藤清正) –
- ۱۲٬۰۰۰ مرد نابه‌شیما نائوشیگه (鍋島直茂) –
- ۵٬۰۰۰ مرد کورودا ناگاماسا (黒田長政) –